# Madden NFL 06
Madden NFL 06 es un videojuego de fútbol americano que se lanzó en 2005. También es un juego de lanzamiento para Xbox 360 . Es la 16.ª entrega de la serie Madden NFL de EA Sports , llamada así por el destacado comentarista de color John Madden . El producto presenta al exmariscal de campo de los Philadelphia Eagles Donovan McNabb en la portada. Es el primer juego de Madden para PlayStation Portable y Xbox 360.
El arte de la caja del juego fue el primer juego de fútbol de Madden que no incluyó la imagen de Madden en él. El juego también presenta a la superestrella de la WWE y UFC , Brock Lesnar, como personaje jugable de los Minnesota Vikings

## Cambio significativos
Madden 06 introduce el modo Superstar , que le permite al jugador crear y tomar el control de un jugador de la NFL desde su año de novato hasta su retiro. Se puede crear un atleta evaluando pares de jueces, según su coeficiente intelectual, ocupaciones y pasatiempos, ya sea que su hijo sobresalga en la NFL o importando un jugador. El modo Superstar es esencialmente el modo Franquicia de Madden visto a través de los ojos de este atleta. En lugar de administrar la oficina principal del equipo, el jugador administra la carrera de su atleta.
También cuenta con el nuevo QB Vision Control. Un cono, que aparece como un foco que emite el mariscal de campo, simula su campo de visión. Para realizar un pase preciso, el mariscal de campo debe tener su receptor previsto en su campo de visión. Pasar a un receptor que no está en el cono reduce significativamente la precisión del pase. El tamaño del cono de visión del mariscal de campo está directamente relacionado con su índice de conciencia.
Sin embargo, esto ha sido criticado por muchos fanáticos porque puede parecerse a algún sesgo del que se acusa con frecuencia a EA Sports y la propia serie Madden . Un jugador puede cambiar el cono de visión con el joystick analógico derecho o enfocar el cono en un receptor específico manteniendo presionado un botón del hombro y presionando el botón asignado a ese receptor. Este cambio también tuvo una mala acogida. Aunque el sistema de pases agrega un nivel completamente nuevo de realismo, también hace que el juego sea significativamente más difícil para los jugadores que juegan en equipos con mariscales de campo menos conscientes. Estos jugadores se verán obligados a mejorar sus reflejos para ser competitivos, ya que lanzar fuera del cono de visión QB resulta en un pase muy débil e inexacto.
QB Vision acompaña al pase de precisión. Al presionar el botón de dirección o el joystick analógico izquierdo en una dirección determinada mientras el mariscal de campo pasa la pelota, el lanzamiento pasará por encima de la cabeza del receptor, detrás de él, frente a él o en sus rodillas.
La nueva característica más aclamada por la crítica es la barra de luces, que funciona como una versión ofensiva de la barra de golpe del año anterior. Al ejecutar el balón, un jugador puede empujar hacia adelante el joystick analógico derecho para atropellar al defensor, a costa de arriesgar un posible balón suelto . Varias características de títulos anteriores regresan, como rutas calientes, características de creador de juego y características de franquicia.

## Compatibilidad
El jugador puede importar su jugador creado desde el modo Own The City en NFL Street 2 al modo Superstar del juego después de terminar el modo de juego.El jugador comienza como un novato de 18 años en el modo NFL Superstar y se le otorgan atributos Por cómo se distribuyeron los puntos de desarrollo en NFL Street 2. Además, las clases de draft de NCAA Football 06 podrían importarse al modo de franquicia. Si el jugador tiene un archivo guardado de Madden NFL 06, puede desbloquear el Bus de desafío Madden en Burnout Revenge; Una demostración de juego de Revenge también está disponible en las versiones del juego para PlayStation 2 y Xbox.

## Ventas
En los Estados Unidos, la versión del juego PlayStation Portable vendió 590.000 copias y ganó $ 28 millones en agosto de 2006. Durante el período comprendido entre enero de 2000 y agosto de 2006, fue el 48.º juego más vendido lanzado para el Game Boy Advance, Nintendo DS o PlayStation Portable en ese país.